# Kevonones chamberlini
Kevonones chamberlini is een hooiwagen uit de familie Cosmetidae.